# Evangeliario di San Medardo di Soissons
L'Evangeliario di San Medardo di Soissons è un manoscritto miniato contenente i Vangeli, offerto nell'827 da Luigi il Pio all'abbazia di San Medardo di Soissons. Viene conservato presso la Biblioteca nazionale di Francia (Lat.8850).

## Storia
Il manoscritto è stato senza dubbio realizzato alla corte di Carlomagno nei suoi ultimi anni di regno. Odilone, monaco dell'Abbazia di San Medardo di Soissons e autore di una cronaca redatta nel 930, racconta che il manoscritto fu donato alla sua abbazia nell'827 da Luigi il Pio e da sua moglie, Giuditta di Baviera, quando l'abbazia beneficiava della traslazione delle reliquie di San Sebastiano. Il manoscritto fu allora dotato di una lussuosa rilegatura. Essa fu rimpiazzata, in seguito a un furto, da una nuova rilegatura in argento dorato e filigranato e nella quale era indicata la storia della donazione. Il manoscritto fu ancora descritto con quella rilegatura nel 1663, quando figurava ancora nel tesoro dell'abbazia. Ma essa fu senza dubbio sostituita dalla copertina in cuoio attuale nel corso del XVIII secolo.
Dopo la chiusura dell'abbazia nel corso della rivoluzione, il manoscritto fu trasferito insieme ad altri due nella Biblioteca nazionale, dove è conservato tuttora. Esso fa parte dei manoscritti esposti nella sala espositiva della biblioteca alla fine del XIX secolo.

## Descrizione
Il manoscritto contiene i quattro vangeli della Vulgata (Matteo, Marco, Luca, Giovanni) con i testi tradizionali che li accompagnavano a quell'epoca: il Prologo tratto dal commentario su Matteo di San Girolamo, la sua Lettera a papa Damaso e i Canoni eusebiani in 12 tavole. Esso è decorato con sei miniature in piena pagina: L'offerta dell'Agnello (f.1v), La fontana della vita (f.6v), come i ritratti di Matteo (f.17v), Marco, (f.81v), Luca (f.123v) e Giovanni (f.180v). Il testo su due colonne è per altro interamente inquadrato e molte iniziali sono presenti in piena pagina all'inizio di ogni vangelo. Esso è generalmente associato al gruppo di manoscritti di Ada
.